# Ekspressionisme
Ekspressionismen er en kunstnerisk stilperiode i Europa, særligt i Tyskland og Østrig fra cirka 1905-1925. Man kan dog se ekspressionistiske træk i malerier helt tilbage til 1890'erne. I modsætning til impressionismen tager ekspressionismen udgangspunkt i det indre. Når det ydre bliver farvet af det indre, bliver det besjælet og forvrænget. Blandt udtryksmidlerne i billedkunsten er farver og farvesymbolik. Ekspressionismen er en samlet betegnelse for kunstnere, der voksede op i en verden, de følte sig fremmedgjorte i, og som de gennem deres kunst forsøgte at sprænge rammerne for.

## Oprindelse
Ekspressionismen har rod i postimpressionismens og fauvismens nye og moderne tilgang til billedkunsten. Der blev gjort op med impressionismens ensidige billedsprog. Blandt de betydningsfulde malere, der var med til at udvikle stilarten, kan nævnes Edvard Munch, Paul Cézanne, Vincent van Gogh, Paul Gauguin og Henri Matisse.
I 1905 blev den tyske kunstnergruppe Die Brücke med frontmand Ernst Ludwig Kirchner grundlagt. Gruppens formål var at bygge bro mellem nutidens og fremtidens kunst, deraf navnet Die Brücke, der netop betyder broen. Seks år senere i 1911 blev gruppen Der Blaue Reiter dannet af Franz Marc og Vasilij Kandinskij. Disse to grupper fik afgørende betydning for ekspressionismen.

## Ekspressionismens hovedtræk
Ekspressionismen blev især præget af en række sønner af borgerskabet, der voksede op i en meget ordnet fremadstræbende verden, der var præget af en omfattende industrialisering og en ændring fra livet på landet til storbyens smog og stress, hvor det enkelte menneske forsvandt i en stor masse. Ekspressionisterne så denne udvikling som noget negativt. De så det borgerlige samfund som dekadent og uden egentlige værdier. Tanker som var inspireret af Friedrich Nietzsche. Ekspressionismen stod i modsætning til den ordentlige og velindrettede borgerlige verden. Dette ses ofte afbilledet i f.eks. malerier af Die Brücke. 
Med Sigmund Freuds lære blev det underbevidste til et vigtigt element i litteratur og kunst. Drømme blev til et ledende element, og indre følelser og kampe blev nærmest skreget ud, som i Edvard Munchs "Skrig". Litteraturen fremhævede temaer som død, forfald og ensomhed ved symboler som aften, efterår og mørke.
De ekspressionistiske malere lagde vægt på at skildre deres sindstilstand og i mindre grad på at rette sig efter det, de kunne observere i den ydre, fysiske verden.
Ekspressionisme udstilles bl.a. på Gottorp Slot, der ejer en væsentlig samling af tysk ekspressionisme, og som regelmæssigt viser særudstillinger.
I slutningen af 1970erne opstod nyekspressionisme i Tyskland, Italien og USA som reaktion mod minimalisme.

## I film
Omkring 1917-18 opstod den tyske ekspressionisme i filmen. Det var bl.a. en reaktion på landets daværende politiske situation. Denne filmhistoriske periode har haft stor indflydelse på filmsproget. Et af de stilistiske træk i tysk ekspressionisme er at vise det indre som det ydre: Personernes følelser kommer op til overfladen og præger stemningen. Den skabes ved bl.a. forvrængninger og udartet brug af lys/skygge.

## Vigtige repræsentanter for perioden
| - Edvard Munch - Max Beckmann - Vasilij Kandinskij - Oskar Kokoschka - Franz Marc - Emil Nolde - Egon Schiele - Chaim Soutine - Ernst Ludwig Kirchner - Vincent van Gogh - Max Pechstein | - Franz Kafka - Stanisław Przybyszewski - August Strindberg - Georg Trakl - August Stramm - Gottfried Benn - Georg Heym - Rainer Maria Rilke - Tom Kristensen | - Arnold Schönberg - Anton Webern - Alban Berg - Fritz Lang - Robert Wiene - Friedrich Wilhelm Murnau |